# Samhällsomvandlingen av Malmberget

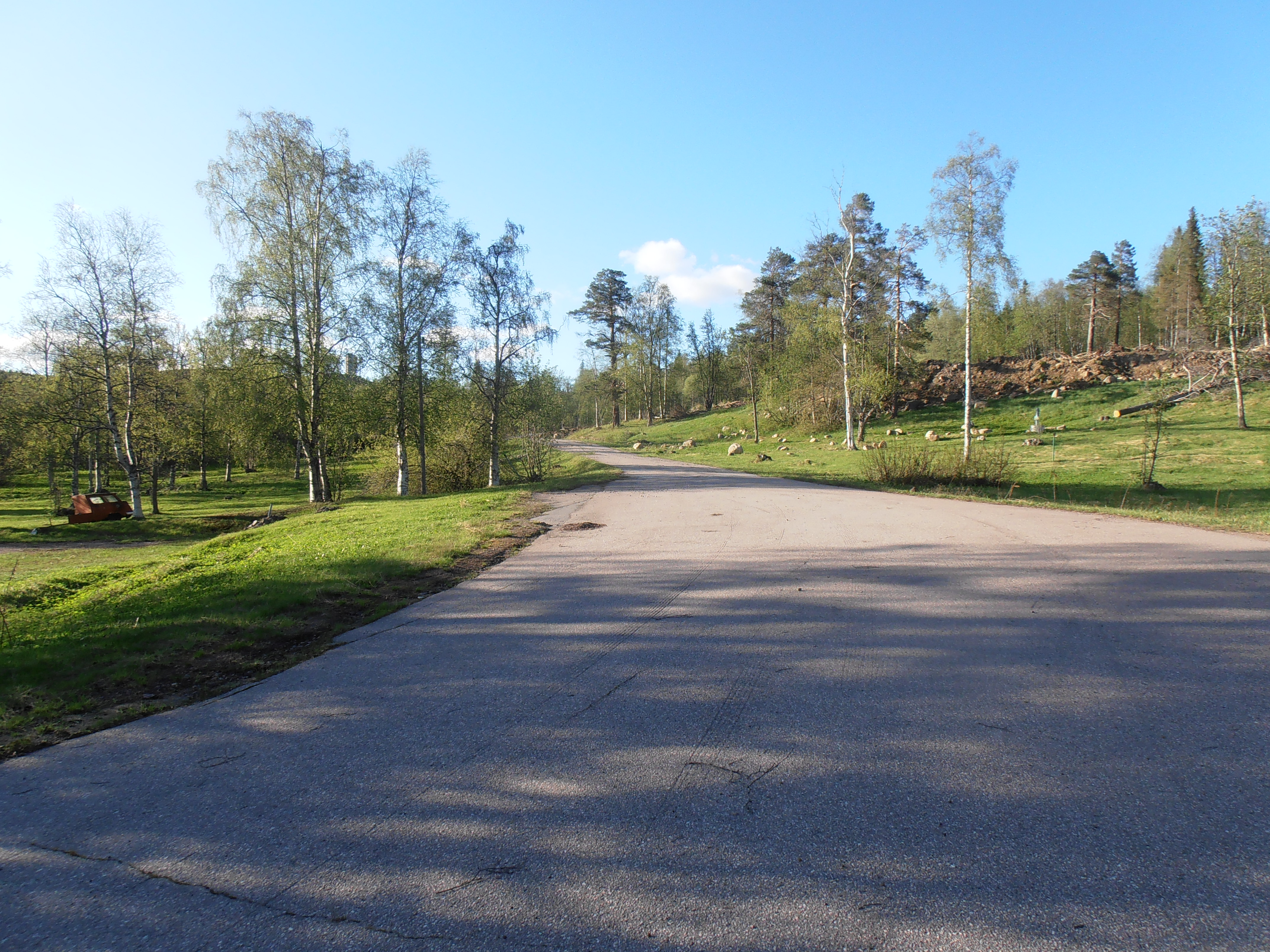
Bolagsvägen inom Bolagsområdet, i juni 2020 efter flyttning av ett tiotal bostadshus

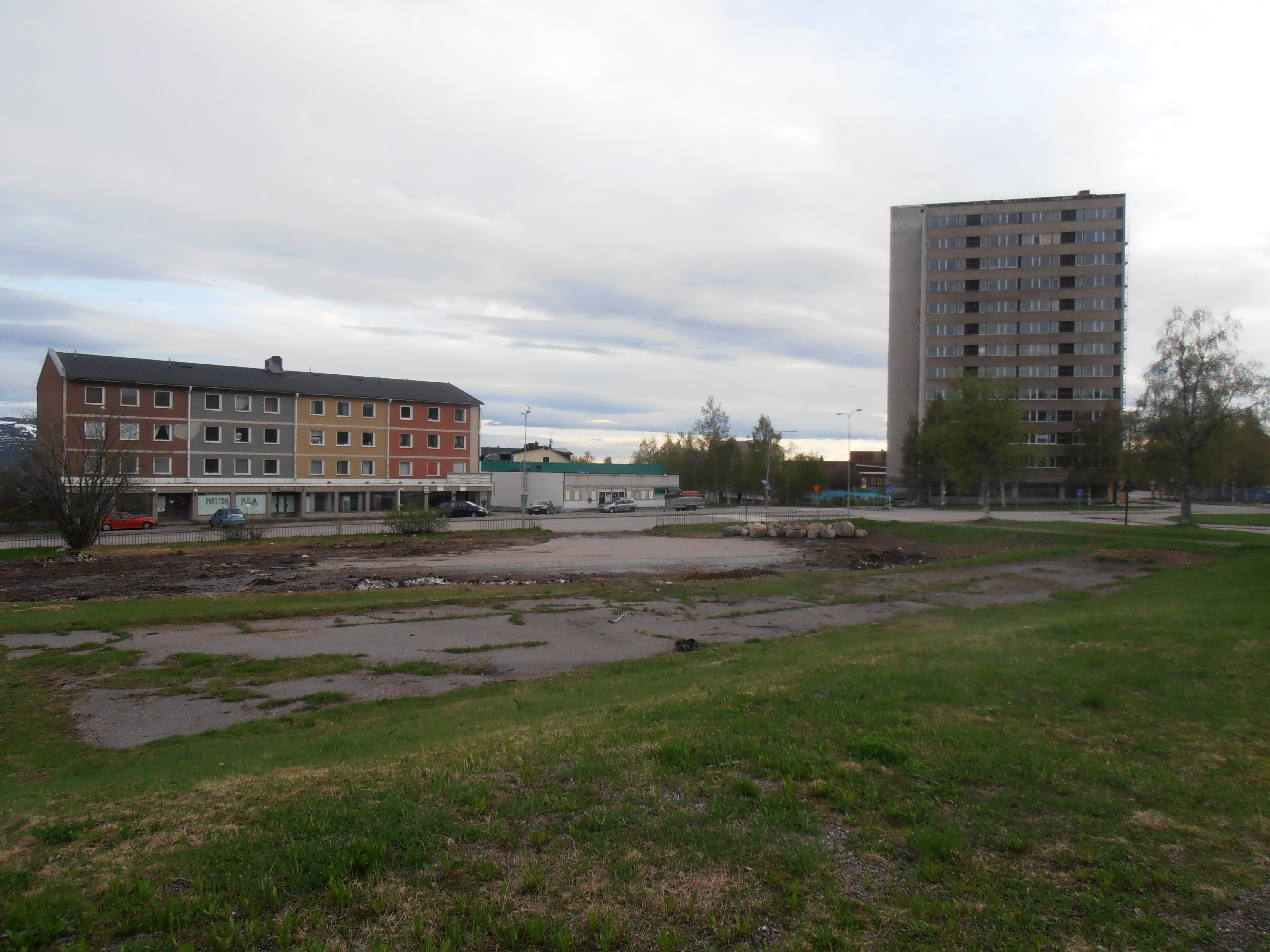
Malmbergets centrum med Focushuset från 1962, i juni 2020 efter evakuering och före rivning. I förgrunden syns platsen där Centralskolan stod innan den sprängdes 1979.

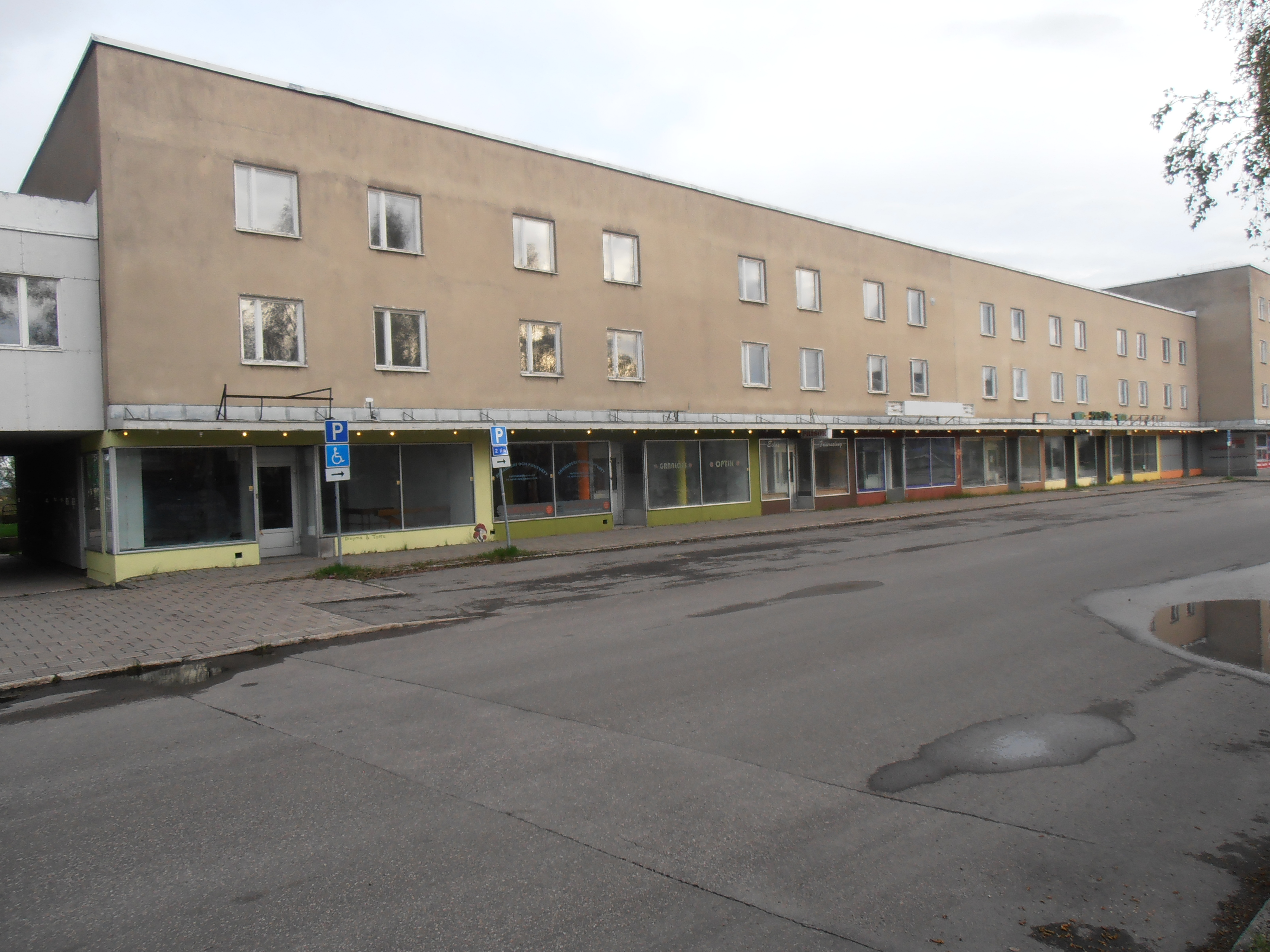
Focuslängan vid Järnvägsgatan från 1962, i juni 2020 efter evakuering och före rivning

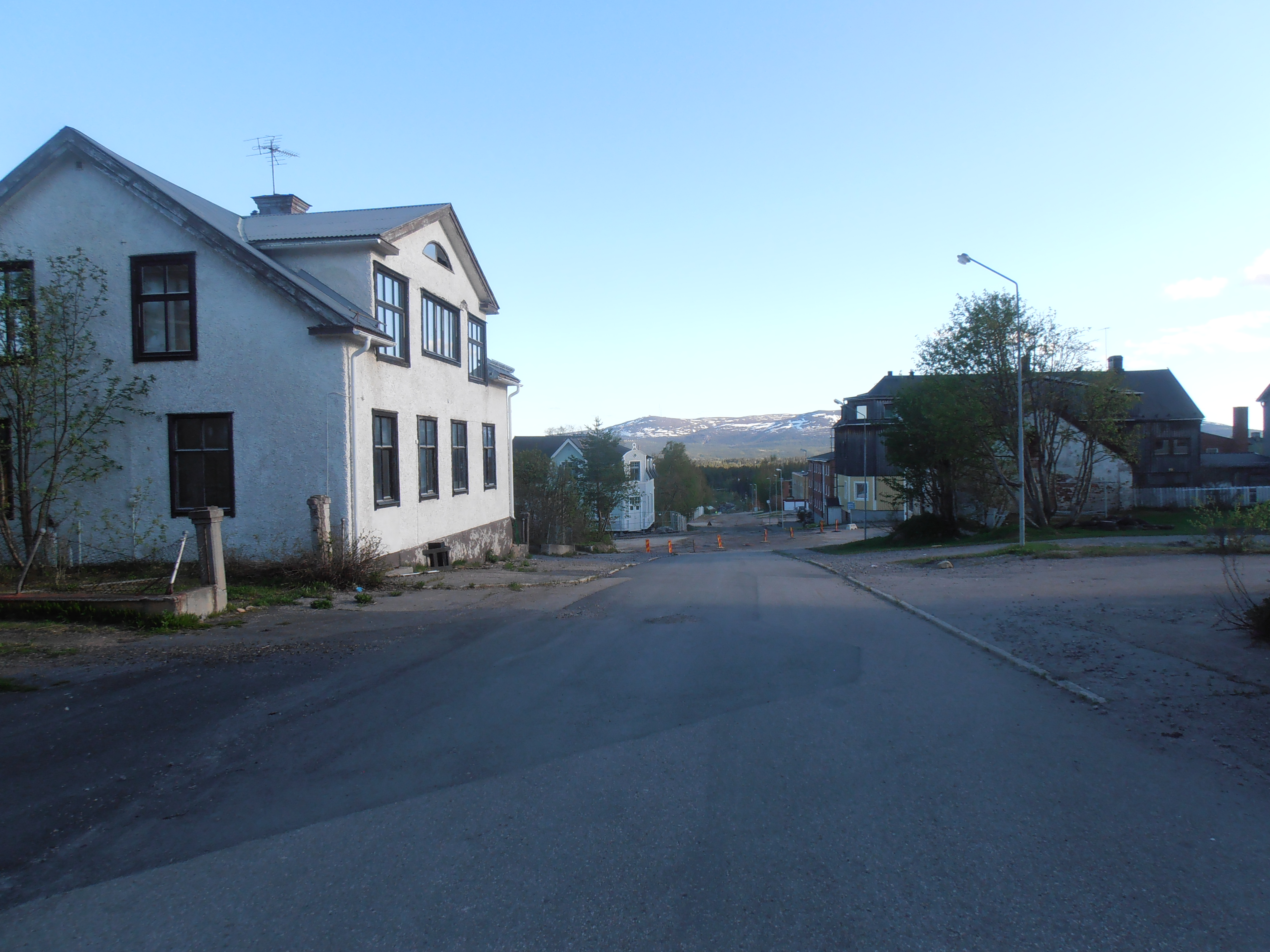
Skolgatan, med utsikt mot Dundret, juni 2020

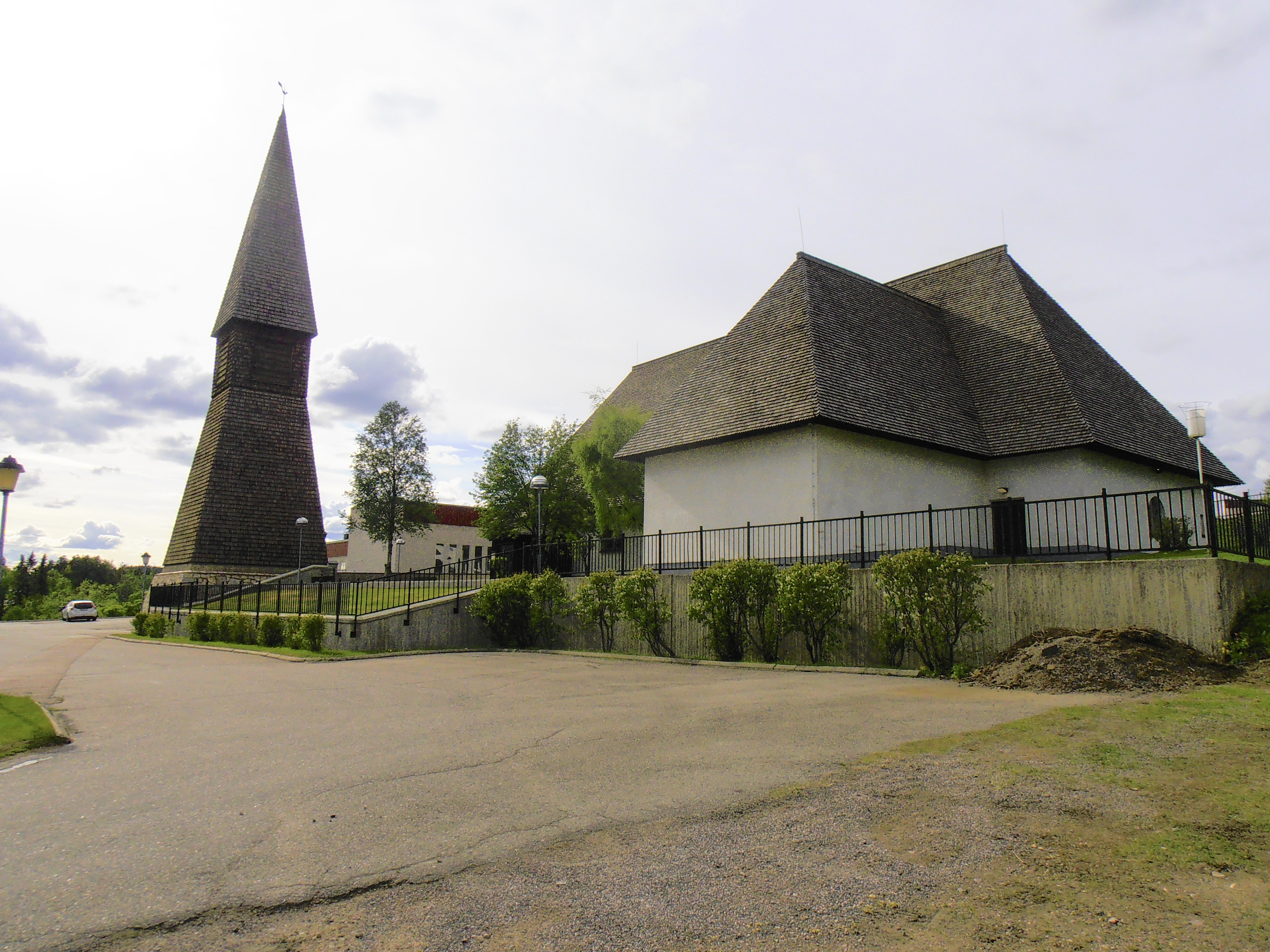
Allhelgonakyrkan, i Finnstan, 2016

Samhällsomvandlingen av Malmberget  är en pågående förändringsprocess i tätorten Malmberget. "Samhällsomvandlingen" är den officiella benämningen på en process med avveckling av stora delar av de båda gruvsamhällena Kiruna och Malmberget i Malmfälten i Norrbotten. Denna pågår under tiden fram till tidigast 2032 i Malmberget och berör bostäder för omkring 3.000 invånare där. Den pågår parallellt i de båda orterna och beror på ungefär samtida långsiktiga beslut om fortsatt malmbrytning i malmkroppar som delvis befinner sig under bebodda områden.
Efterhand som malmkroppar brutits ut, har fortlöpande prospektering visat att mer brytvärd malm finns i dessa under bebodda områden. Djupare brytning i de snedställda malmkropparna gör också att sådana områden berörs mer över tid, samtidigt som den moderna bryttekniken skivrasbrytning medför markdeformation förr eller senare ovanför brytställena. LKAB:s styrelse tog 2008 strategiska beslut om fortsatt malmbrytning i Kiruna och Malmberget genom investering av nya huvudnivåer på 1.365 meters djup i Kirunavaara och 1.250 meters djup i Malmbergets gruva, vilket skulle säkra en malmbrytning fram till omkring 2035. Brytningar med dessa huvudnivårer påbörjades 2013 i Kiruna respektive 2012 i Malmberget.
Kvar i slutet av 2020-talet som stadsplanelagt område för boende och annan icke gruvindustrirelaterad verksamhet i Malmberget blir en del av västra Malmberget, väster om Malmbergetvägen, samt ett mindre bostadsområde i Malmsta i Malmberget östra. Resterande mark i mitten av Malmberget kommer att evakueras och efter hand inlemmas i det instängslade gruvindustriområdet med rasrisk. Flertalet byggnader i det evakuerade området rivs, medan några i stället flyttas till i huvudsak Koskullskulle och Repisvaara i tätorten Gällivare, där också nya småhusområden och flerbostadshus uppförs. Kommunala och andra servicefunktioner, som läggs ned i Malmberget, flyttas till tätorten Gällivare. Sammanlagt avvecklas omkring tre fjärdedelar av Malmberget.

## Historik
Under slutet av 1950-talet och början av 1960-talet genomgick Malmberget en snabb expansion. Under 1960-talet började samtidigt avvecklingsprocessen i Malmberget. De  fyra mindre närliggande gruvsamhällena Vitåfors, Robsam, Tingvallskulle och Dennewitz revs, med sammanlagt ungefär 1.000 invånare,  varav Dennevitz 800. Den sista familjen flyttade från Dennewitz 1969. Under 1960-talet visade LKAB:s prospektering av malmådrorna i Malmbergets gruvor att Kaptens- och Fabianmalmerna fortsatte på djupet söderut från det gamla dagbrottet i Kaptensgruvan under bebyggt område. Eftersom moderna metoder för underjordsbrytning som skivrasbrytning förr eller senare skapar markdeformationer ovanför brytställena, är det inte möjligt att ha människor vistandes ovanför underjordsgruvorna.
År 1971, i samband med övergång från dagbrott till underjordsbrytning, sprängde LKAB bort berg i Kaptensgruvan i förebyggande säkerhetssyfte, vilket ledde till uppkomsten av Kaptensgropen, vilken avskilde den östra delen av samhället från dess centrumdel. I samband med detta flyttades 1974 bland andra den 1944 uppförda Allhelgonakyrkan från sin ursprungliga plats vid Kaptensvägen till Masgatan i Finnstan.

## Avtal mellan LKAB och Gällivare kommun
År 2012 slöts ett samarbetsavtal om samhällsomvandlingen mellan LKAB och Gällivare kommun. Enligt samarbetsavtalet ska avvecklingen av Malmberget ske i avgränsade etapper. I samarbetsavtalet anges bland annat att den nuvarande markanvändningen inom stora delar av Malmbergets tätort måste upphöra och användningen ändras till industrimark för gruva. LKAB:s ansvar för uppkomna skador till följd av gruvverksamheten görs enligt ersättnings- och inlösensskyldigheten enligt Minerallagen. Övriga åtagande som LKAB genomför gentemot kommunen och vice versa med avseende på samhällsomvandlingen i Malmberget under en tjugoårsperiod regleras. En revidering av samarbetsavtalet gjordes i juni 2019 för att bland annat förtydliga genomförandetiderna för respektive etapp.
Beträffande Malmsta i Östra Malmberget har LKAB:s krav på utsträckning av avvecklingsområdet utökats efter samarbetsavtalets ingående, vilket gjort att kommunen tvekat om återstående bebott område bli tillräckligt stort för att bära rimlig service.

## Uppbyggnad av service och bostäder i tätorten Gällivare
Signifikanta nybyggen i Gällivare under samhällsomvandlingsperioden är is- och evenemangsarenan, som ersätter ishallen i Malmberget, Kunskapshuset, som ersätter Välkommaskolan och Multiaktivitetshuset, som ersätter bland annat biblioteket och badhuset i Malmberget. 

## Flyttning av enskilda kulturhus
Ett 30-tal bostadshus av kulturellt intresse har flyttats från Bolagsområdet i Malmberget till Solsidan i Koskullskulle, bland andra den så kallade Tuoddarvillan, Höijers backe, Hermelins gruvstuga (portalen till Hermelinsstollen) och Pumphuset vid Förmansklubben. Disponentvillan återuppförs där som en replika.
2024 planeras Allhelgonakyrkan också att flyttas till Koskullskulle.